# Harry Price

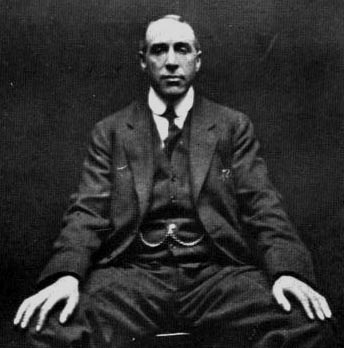
Harry Price, 1922

Harry Price (* 17. Januar 1881 in London; † 29. März 1948) war ein britischer Parapsychologe und Autor.

## Kindheit
Harry Price wurde am Red Lion Square geboren. Sein Vater war Edward Ditcher Price, ein Handlungsreisender und Lebensmittelhändler. Seine Mutter hieß Emma Randall Price. Er hatte außerdem eine Schwester. Er ging in London auf drei verschiedene Schulen, die Waller Road School, das Haberdashers’ Aske’s Hatcham College und die Haberdashers’ Aske’s Hatcham Boys School. Mit 15 Jahren gründete er die Carlton Dramatic Society, für die er kleinere Stücke schrieb. Ein Drama handelte von einem Poltergeist, mit denen er schon früh Erfahrungen gemacht haben will.

## Parapsychologische Forschungen
Ähnlich wie Houdini hatte Harry Price ein gespaltenes Verhältnis zur Magie. Einerseits war er aufgrund der eigenen Kenntnisse von Taschenspielertricks und Bühnenzauberei dem ganzen sehr kritisch gegenüber eingestellt, andererseits hatte er das dringende Bedürfnis, Zeuge wirklich übersinnlicher Ereignisse zu werden. Harry Price hatte seine ersten Erfolge im Bereich der parapsychologischen Forschung 1922, als er den „Geisterphotographen“ William Hope des Betruges überführte. Im selben Jahr reiste er gemeinsam mit Eric Dingwall nach Deutschland, um den Fall des Mediums Willi Schneider in München zu untersuchen.
1923 wandte er sich an die Universität von London mit der Bitte, ein Institut zur Erforschung parapsychologischer Phänomene zu gründen und mit den erforderlichen finanziellen Mitteln auszustatten sowie die Benutzung von Laboren und Bücherei zu gestatten. Die Universität von London, Fachbereich Psychologie, nahm sein Anliegen positiv auf, und 1924 wurde das University of London Council for Psychical Investigation gegründet. Price wurde ehrenamtlicher Sekretär und Herausgeber. 1926 reiste Price erneut auf den Kontinent, diesmal um Eleonora Zugun zu untersuchen, die glaubte, von einem Teufel besessen zu sein. Er lud sie und ihre Gönnerin, Gräfin Zoë Wassilko von Serecki, nach London ein, wo er Eleonora Zugun zwischen dem 30. September und 24. Oktober 1926 untersuchte.
1929 und 1930 untersuchte Price Rudi Schneider, Willi Schneiders Bruder.

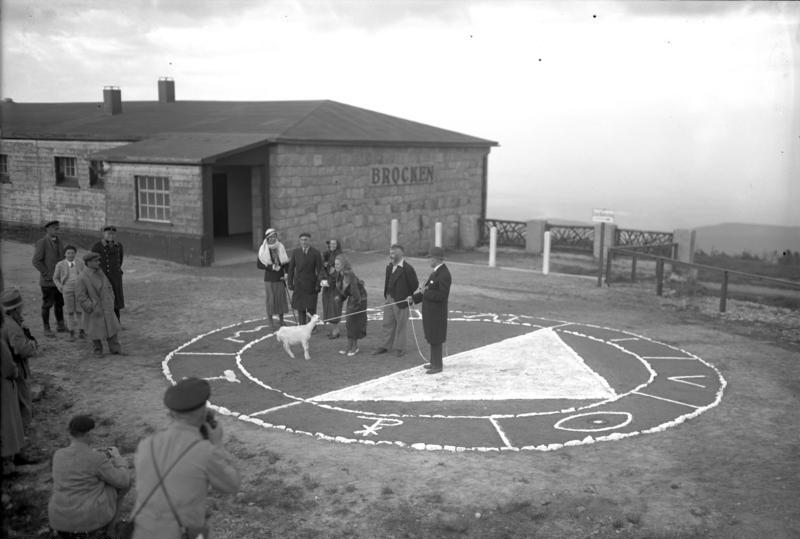
Das Experiment von Harry Price zum 100. Todesjahr von Goethe auf dem Brocken.

Im Goethejahr 1932 anlässlich dessen 100. Todestages reiste Price in den Harz zum Brocken, um mit dem Hexenexperiment ein schwarzmagisches Ritual anzuleiten, in dessen Verlauf sich eine Ziege in einen jungen Mann verwandeln sollte. 1934 begann das National Laboratory of Psychical Research mit seiner berühmtesten Fallstudie: Man bezahlte das Medium Helen Duncan mit 50 £, damit ihre Arbeit unter wissenschaftlichen Kontrollbedingungen untersucht werden konnte. Eine Probe von Helen Duncans Ektoplasma war bereits im Vorfeld im Labor untersucht worden, mit dem Ergebnis, dass das angebliche Ectoplasma hauptsächlich aus Eiweiß bestand. Price fand heraus, dass Duncans Geistmanifestationen aus Baumwollgaze bestanden, die sie vor den Sitzungen heruntergeschluckt und im passenden Augenblick wieder hochgewürgt hatte. Price beschrieb diesen Fall später im Kapitel The cheese-cloth Worshipper seines Buches Leaves from a Psychist’s Case Book. Während des in Großbritannien vielbeachteten Gerichtsverfahrens gegen Duncan 1944 übergab Price seine Forschungsresultate als Beweismittel der Anklage an das Gericht.
Price setzte seine Forschungen fort. Er untersuchte den indischen Seiltrick ebenso wie Kuda Bux Feuerlauf-Vorführungen. Gleichzeitig war er an der Gründung des nationalen Film-Instituts (British Film Institut) beteiligt und wurde dessen erster Vorsitzender (bis 1941). Und er war einer der Mitbegründer der Shakespeare Film Society. 1936 drehte er einen Bericht für die BBC über einen vermeintlich verfluchten Gutsbesitz in Meopham, Kent, der unter den Titeln The Confession of a Ghost-Hunter und The Haunting of cashen’s Gap gezeigt wurde. Im gleichen Jahr übergab er seine umfangreiche Bibliothek als Dauerleihgabe der Universität von London, um kurz danach auch sein Labor und seine Forschungsausrüstung an die Universität abzutreten.
1937 leitete er weitere Sendungen der BBC, in deren Verlauf Ahmed Hussain über Feuer lief. Im gleichen Jahr gelang es ihm, für ein Jahr die Borley-Pfarrei (Borley-Rectory) zu mieten, um dort weitere Untersuchungen anstellen zu können. Gemeinsam mit 40 weiteren Geisterjägern zog er in die Pfarrei ein, um dem Spuk auf den Grund zu gehen. 1938 wurde auf Prices Initiative der Ghost Club wiederbelebt, Price wurde Vorsitzender dieses Clubs. Er unternahm Versuche mit Rahman Bey, der sich in Carshalton „lebendig begraben“ ließ, und entwarf Richtlinien zur Durchführung parapsychologischer Experimente. 1939 initiierte er einen nationalen Telepathie-Test in der Wochenzeitschrift John O’London Weekly. In den vierziger Jahren konzentrierte er sich darauf, seine Forschungsergebnisse niederzuschreiben, und veröffentlichte The Most Haunted House in England, Poltergeist Over England und The End of Borley Rectory.
1943 besuchte Price die Ruine der 1939 niedergebrannten Borley-Pfarrei und stieß bei Ausgrabungen unter den Resten auf ein Frauenskelett.
Prices Archive wurden zwischen 1976 und 1978 von seiner Witwe der Universität von London übergeben. Darin enthalten sind seine umfangreiche Korrespondenz, Entwürfe seiner Veröffentlichungen, Zeitungsberichte über Verleumdungsklagen, Berichte über seine Forschungsarbeiten, Presseausschnitte und Fotografien.

## Werke
- Revelations of a Spirit Medium, mit Eric J. Dingwall, Kegan Paul, Trench, Trubner & Co. Ltd, London, Hardcover, 1922
- Cold Light on Spiritualistic "Phenomena" – An Experiment with the Crewe Circle, von Harry Price, Kegan Paul, Trench, Trubner & Co. Ltd, 1922
- Stella C. An Account of Some Original Experiments in Psychical Research, Hurst & Blackett Ltd., Hardcover, 1925
- Rudi Schneider: A Scientific Examination of his Mediumship, Methuen & Co. Ltd., Hardcover, 1930.
- Leaves from a Psychist’s Case Book, by Harry Price, Victor Gollancz Ltd., Hardcover, 1933.
- Confessions of a Ghost-Hunter, Putnam & Co. Ltd., London, Hardcover, 1936.
- The Haunting of Cashen’s Gap: A Modern "Miracle" Investigated – Mit R.S. Lambert, Methuen & Co. Ltd., Hardcover, 1936.
- Fifty Years of Psychical Research: A Critical Survey Longmans, Green & Co. Ltd., Hardcover, 1939.
- The Most Haunted House in England: Ten Years’ Investigation of Borley Rectory, Longmans, Green & Co. Ltd., Hardcover, 1940.
- Search for Truth: My Life for Psychical Research, Collins, London, Hardcover, 1942.
- Poltergeist Over England: Three Centuries of Mischievous Ghosts, Country Life Ltd., Hardcover, 1945.
- The End of Borley Rectory, Harrap & Co. Ltd., Hardcover, 1946.